# 北投石自然保留區
北投石自然保留區位於臺灣臺北市北投區北投溪河床，是依據《文化資產保存法》，為保存北投石而設立的自然保留區。此處為北投石已知的兩處發現地之一，且為全台最小的自然保留區。

## 設置

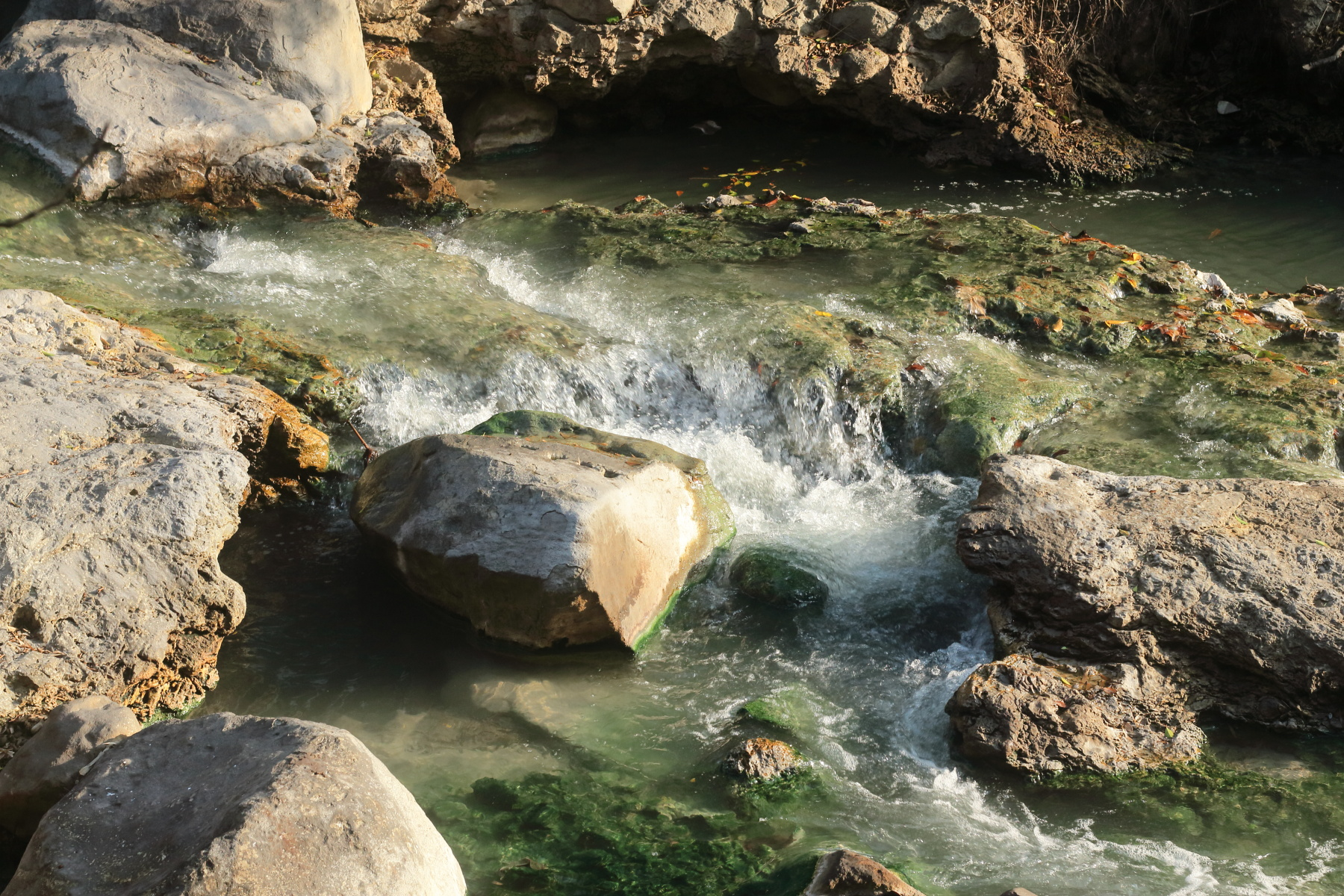
北投石自然保留區

2013年4月8日，臺北市政府將北投溪納入《文化資產保存法》保護，正式將北投溪指定為北投石自然保留區，是台灣第一例適用《文化資產保存法》、以自然地景的身分認定為受法律保護的珍貴礦物。

## 範圍
自然保留區範圍包括北投石含量較高且有新生成北投石之北投溪第二瀧至第四瀧間河堤內的行水區，面積約0.2公頃，兩端分別以北投溫泉博物館及熱海飯店前之木棧橋為界，長度約300公尺。其中北投溪第二瀧出露較佳的北投石晶體，但因鄰近馬路且易到達，大部份已被破壞。第三瀧的北投石保存最好，而第四瀧則以細小的北投石晶體分布為主。全區為公園用地，權屬臺北市政府工務局公園路燈工程管理處，嚴格管制人員進出及其他利用事項。